# Quanera Hayes
Quanera Hayes, född 7 mars 1992, är en amerikansk friidrottare som främst tävlar i kortdistanslöpning. Hon sprang förstasträckan i finalen när USA blev världsmästare på 4x400 meter vid världsmästerskapen i friidrott 2017.
Hayes blev också världsmästare på 4x400 meter vid inomhusvärldsmästerskapen i friidrott 2016.